# Dr. Goldfoot and the Bikini Machine
Dr. Goldfoot and the Bikini Machine is een Amerikaanse filmkomedie uit 1965 onder regie van Norman Taurog.

## Verhaal
Dr. Goldfoot is een krankzinnige geleerde die een machine heeft gebouwd om aantrekkelijke robotmeisjes te produceren. Hij laat die robotmeisjes schatrijke mannen verleiden en uitbuiten. Met zijn knecht Igor bestuurt hij de meisjes vanuit zijn geheime lab. Een van de robotmeisjes gaat achter geheim agent Craig Gamble aan. Hij wil het meisje terugvinden en de organisatie ontmaskeren.

## Rolverdeling
| Acteur          | Personage      |
| --------------- | -------------- |
| Vincent Price   | Dr. Goldfoot   |
| Frankie Avalon  | Craig Gamble   |
| Dwayne Hickman  | Todd Armstrong |
| Susan Hart      | Diane          |
| Jack Mullaney   | Igor           |
| Fred Clark      | D.J. Pevney    |
| Patti Chandler  | Robotmeisje    |
| Mary Hughes     | Robotmeisje    |
| Salli Sachse    | Robotmeisje    |
| Luree Holmes    | Robotmeisje    |
| Sue Hamilton    | Robotmeisje    |
| Laura Nicholson | Robotmeisje    |
| Marianne Gaba   | Robotmeisje    |
| China Lee       | Robotmeisje    |
| Issa Arnal      | Robotmeisje    |